# Солодов, Геннадий Степанович
Геннадий Степанович Солодов (6 октября 1934, Курган, Челябинская область — 2 мая 2020, Чебоксары) — советский легкоатлет (спортивная ходьба). Участник двух Олимпиад (1960, 1964). Мастер спорта СССР международного класса. Заслуженный тренер РСФСР.

## Биография
Геннадий Степанович Солодов родился 6 октября 1934 года в городе Кургане Курганского района Челябинской области, ныне город — административный центр Курганской области.
Учился в курганской школе № 12, затем — в Железнодорожном училище № 1, где физкультуру преподавал Альберт Фёдорович Карпов, который в дальнейшем стал тренером Геннадия по спортивной ходьбе. С 1952 по 1953 год Солодов работал токарем на курганском мясокомбинате. С 1953 года по декабрь 1956 года служил в Советской Армии.
В 1958 году, выступая на чемпионате ЦС ДСО «Спартак» в Горьком, он сдал зачёт по первому разряду, и Курганская область заняла третье место. В том же году на Спартакиаде народов СССР в Ленинграде, выступая за сборную РСФСР по спортивной ходьбе, на 50 км занял 6 место с результатом 4 часа 18 минут и выполнил норматив мастера спорта СССР.
В 1959 году поступил на вечернее отделение в Омский государственный институт физической культуры и параллельно стал работать тренером по лыжам.
С 1959 по 1968 год входил в состав сборной команды СССР по спортивной ходьбе.
В 1962 году в Лондоне на матче СССР — Англия занял 3 место. Победитель международных соревнований СССР — США в 1963 году, Мемориала братьев Знаменских в 1960 году (результат на 20 км — 1 час 28 минут 16 секунд) и 1961 году.
После Олимпиады-1964 в Токио в 1965 году не выступал на соревнованиях из-за перелома ребра.
В 1967 году выиграл Спартакиаду профсоюзов РСФСР на дистанции 20 км и был третьим на дистанции 50 км. На Спартакиаде народов СССР в спортивной ходьбе на 20 км был вторым. Закончил спортивную карьеру в 1968 году, не пройдя отбор на Олимпиаду-1968 в Мехико (на основном отборе занял 5 место на 20 км).
С 1976 по 1993 год жил в городе Сочи, работал тренером в спортивном обществе «Спартак», учителем физкультуры в средних школах № 6 и № 1.
В 1993 году переехал в город Рудный Кустанайской области Республики Казахстан.
В 1999 году по приглашению министра спорта Чувашской Республике Солодов с семьей переехал в Чебоксары и стал работать старшим тренером в республиканской школе спортивной ходьбы.
Жил в городе Новочебоксарске. Последние несколько лет боролся с онкологическим заболеванием.
Геннадий Степанович Солодов умер 2 мая 2020 года в городе Чебоксары Чувашской Республики — Чувашии. Прощание было 4 мая в Чебоксарах. Похоронен <где?>.

## Награды и звания
- Мастер спорта СССР международного класса.
- Заслуженный тренер РСФСР.

## Основные результаты

### Международные
| Год  | Соревнования     | Место проведения | Дистанция | Место | Результат |
| ---- | ---------------- | ---------------- | --------- | ----- | --------- |
| 1960 | Олимпийские игры | Рим, Италия      | 20 км     | —     | DQ        |
| 1964 | Олимпийские игры | Токио, Япония    | 20 км     | 5     | с         |

### Национальные
| Год  | Соревнования   | Место проведения | Дистанция | Место | Результат |
| ---- | -------------- | ---------------- | --------- | ----- | --------- |
| 1964 | Чемпионат СССР | Киев             | 50 км     | 3     | 4:25:44,0 |
| 1967 | Чемпионат СССР | Москва           | 20 км     | 2     | 1:28:34,4 |
| 1968 | Чемпионат СССР | Ленинакан        | 20 км     | 5     |           |

## Ученики
Наиболее известными спортсменами среди его воспитанников являются:
- Евгений Афанасьевич Евсюков — бронзовый призёр чемпионата мира 1983 года, серебряный призёр чемпионата Европы в помещении 1983 года, двукратный чемпион СССР в помещении (1978, 1979)[3],
- Александр Юрьевич Яргунькин — чемпион России 2014 года в ходьбе на 50 км, участник чемпионата Европы 2014 года[3].